# Ганиев, Салом Гулямович
Салом Гулямович Ганиев — советский хозяйственный, государственный и политический деятель.

## Биография
Родился в 1929 году в Ромитанском районе. Член КПСС с года.
С 1951 года — на хозяйственной, общественной и политической работе. В 1951—1986 гг. — заведующий отделом сельской молодежи ЦК ЛКСМ Узбекистана, начальник управления шелководства Ташкентской области, второй секретарь Бекабадского райкома КП Узбекистана, председатель Бекабадского райисполкома, начальник Главного управления шелководства Минсельхоза Узбекской ССР, секретарь Бухарского обкома КП Узбекистана, первый заместитель председателя Бухарского облисполкома, первый секретарь Навоийского райкома КП Узбекистана, первый секретарь Гиждуванского райкома КП Узбекистана, заместитель председателя Бухарского облисполкома.
Избирался депутатом Верховного Совета Узбекской ССР 7-го и 8-го созывов.
Умер в Бухаре в 1986 году.